# مایع‌سازی گاز طبیعی ایران
مایع‌سازی گاز طبیعی ایران یا ایران ال‌ان‌جی (انگلیسی: Iran LNG) که با نام مایع‌سازی گاز طبیعی شرکت ملی نفت ایران NIOC LNG نیز شناخته می‌شود، یک کارخانه ال‌ان‌جی در بندر تمبک، تقریباً ۵۰ کیلومتر (۳۱ مایل) شمال بندر عسلویه و ۱۵ کیلومتر (۹٫۳ مایل) جنوب شرقی شهرستان کنگان، ایران است.

## تاریخچه
ساخت کارخانه ال‌ان‌جی در سال ۲۰۰۷ آغاز شد. در آوریل ۲۰۰۷، شرکت نفت اتریشی اوام‌وی قراردادی مقدماتی برای مشارکت در پروژه امضا کرد. با این حال، توافق نهایی امضا نشده‌است.

## شرح فنی
این پروژه شامل دو قطار ال‌ان‌جی با ظرفیت ۵٫۴ میلیون تن ال‌ان‌جی در سال است. قطارها از فرایند مایع‌سازی لینده استفاده خواهند کرد.
پروژه مایع‌سازی گاز طبیعی ایران در بر گیرنده کارخانه ال‌ان‌جی شامل تأسیسات ذخیره و بارگیری و واحدهای زیر است:
- واحدهای مایع‌سازی
- واحدهای درمان
- نیروگاه، موتورهای الکتریکی و کمپرسورها
- آب و برق و خارج از سایت
- مخابرات
- مخازن ذخیره ال‌ان‌جی که شامل مخازن ال‌ان‌جی و ال‌پی‌جی می‌شود
- بندر و اسکله

گاز این تأسیسات از فاز ۱۲ میدان گازی پارس جنوبی تأمین خواهد شد.
انتظار می‌رود کارخانه ال‌ان‌جی در سال ۲۰۱۱ وارد چرخه بهره‌برداری شود.

## پیمانکاران
کارخانه ال‌ان‌جی توسط کنسرسیوم لینده، هیوندای و سایپم طراحی شده‌است. کنسرسیوم مهندسی عملیات شیرین‌سازی گاز متشکل از شرکت‌های ایرانی فاراب و ناموران و یک شرکت ایتالیایی به نام ای‌پی‌اس دیزاینینگ انرژی است. قطارهای ال‌ان‌جی توسط دو کنسرسیوم شامل شرکت ایرانی فاراب و شرکت چینی بیجینگ هوافو انجینیرینگ و به رهبری شرکت بین‌المللی توسعه و مهندسی پارس (پیدکو) ساخته می‌شود. تجهیزات مایع‌سازی توسط شرکت آلمانی اس‌پی‌گی اشتاین توزیع خواهد شد. مخازن ذخیره‌سازی ال‌ان‌جی توسط دالیم ساخته شده‌است. بخش‌های نیروگاه و الکتروکمپرسور توسط گروه مپنا ساخته می‌شود. شرکت ایرانی راه‌ساحل بلنداسکله را خواهد ساخت و بخش‌های خارج از سایت و بخش‌های شهری توسط شرکت ایرانی پترو صنعت ماد انجام می‌شود.

## شرکت
این پروژه توسط شرکت مایع‌سازی گاز طبیعی ایران (ایران ال‌ان‌جی)، یکی از زیرمجموعه‌های شرکت ملی صادرات گاز ایران (IGEC) توسعه می‌یابد که ۴۹ درصد از سهام را در اختیار دارد. بقیه سهام در اختیار شرکت سرمایه‌گذاری صنعت نفت (OIIC) (۵۰ درصد) و صندوق بازنشستگی صنعت نفت (۱ درصد) است. قرار است بعداً سهام این دو به ۱۱ درصد کاهش یابد و ۴۰ درصد باقی‌مانده در اختیار شرکای استراتژیک قرار گیرد. مدیر عامل این شرکت علی کیوان‌آرا است.